# Companhia Belga de Colonização

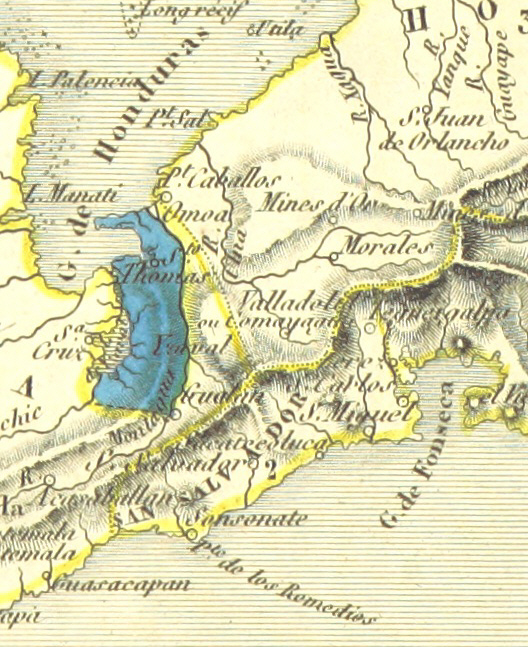
Carta da colônia belga na Guatemala (o norte parece estar à esquerda).

A Companhia Belga de Colonização (em francês: Compagnie belge de colonisation) foi uma sociedade anônima fundada em 1841 com o objetivo de dotar a Bélgica de uma primeira colônia (embora o país negue isso). Inexperiente, esta tentativa terminou em fracasso e na repatriação dos colonos apenas dez anos após seu estabelecimento.

## História
Em 30 de janeiro de 1841, um grupo de investidores, sob o patrocínio de Leopoldo I da Bélgica recupera as cartas de concessão da Compagnie Commerciale et Agricole des côtes Orientales de l'Amérique centrale (que operava para a coroa britânica), outorgadas pelo regime da República Federal da América Central qual se libertou a República da Guatemala sob a liderança de Rafael Carrera.
Em 18 de setembro de 1841, a sociedade foi constituída com o objetivo de "criar estabelecimentos agrícolas, industriais e comerciais nos diversos estados da América Central e outras localidades" e "estabelecer relações comerciais entre estes países e a Bélgica". De fato, a empresa possuiu uma concessão de 404.666  hectares de terras no distrito de Santo Tomás de Castilla (departamento de Vera-Paz), concedida pelo jovem e autoritário regime de Rafael Carrera. Esta criação é sancionada por decreto real em 7 de outubro do mesmo ano e o Estado belga concede-lhe uma importante subvenção.
De acordo com os estatutos, uma comissão de exploração foi enviada em 9 de novembro de 1841 para preparar o terreno (e finalizar a transferência). Após dois meses de viagem, a escuna chega à Guatemala, também carregada de armas e ouro. Os estatutos também preveem que “após cada venda de 1.000 lotes de terra, uma expedição sairá da Bélgica para a América Central. Em março de 1843, um novo comboio deixou a Bélgica com alguns notáveis e uma centena de colonos, ex-prisioneiros e pessoas de baixa renda, recrutados com a ajuda de anúncios angelicais e sem saber o que os esperava. O engenheiro Pierre Simons, pioneiro caído das ferrovias do Estado belga e diretor da primeira comunidade de colonos estava na viagem. Sofrendo, morreu depois de alguns dias no mar.
Apesar de muitas mortes no primeiro contingente, suprimentos insuficientes da Bélgica e, finalmente, a falência em 1845 da Companhia Belga de Colonização, outros grupos ainda deixaram a Bélgica entre 1844 e 1847, impulsionados principalmente por uma situação econômica e de saúde difícil no interior da Bélgica. (nomeadamente tifo, cólera ou bolor).
Em 1847, fica claro que a aventura não é um sucesso. A colônia sobrevive sem ter realmente embarcado mercadorias para a metrópole. Um primeiro grupo de colonos é repatriado para a Bélgica.
Em 1855, a Guatemala retirou da Companhia os direitos adquiridos. A Bélgica é forçada a interromper definitivamente o experimento. Uma última repatriação é organizada para os colonos que assim o desejarem. Alguns proprietários decidem ficar e se desenvolver por conta própria (muitas vezes partindo da Cidade da Guatemala). Assim, o presidente Óscar Berger (que governou de 2004 a 2008) é descendente de colonos belgas.
O biólogo e agrônomo francês Jules Rossignon, professor da Universidade de Paris, foi o diretor científico da expedição. Chegado à Guatemala em 1843, permaneceu no país, tornando-se agricultor e exportador de café, mas mudou de local, acreditando em um de seus livros que a Companhia Belga de Colonização cometeu três erros importantes:
- ele "fala em seus prospectos de colheita em Santo-Tomas de Guatemala os mais variados produtos que só se encontram longe no interior do país, em planaltos e em condições atmosféricas completamente diferentes".[7]
- “o objetivo da colônia”, “abrir um caminho”, “colocar o porto em comunicação com o interior” foi “faltado” porque “queríamos fazer os europeus trabalharem nas clareiras sob um céu ardente e em um solo úmido As doenças dizimaram esses homens, que não suportam um clima tão duro".[7]
- realizou "expedições muito próximas dos colonos que não tiveram tempo de se acomodar, que se amontoaram uns sobre os outros em casebres ruins".[7]

Historicamente, o Império colonial neerlandês, desenvolvido por Carlos V, havia perdido seu brilho quando a Bélgica conquistou sua independência, e o jovem país — cujas províncias haviam sido integradas aos Países Baixos apenas quinze anos antes — poderia reivindicar qualquer direito da Companhia Neerlandesa das Índias Orientais e Ocidentais. Foi, portanto, sem o menor conhecimento que a jovem Bélgica se aventurou na Guatemala, atraída principalmente pelo potencial florestal de um dos últimos territórios disponíveis, mas essas terras não ficaram desabitadas à toa. O fracasso seria doloroso, e se certas lições fossem aprendidas na epopeia da Companhia belgo-brasileira de Colonização, a Bélgica abandonaria gradativamente a ideia colonial, que seria assumida a título pessoal pelo rei Leopoldo II para a colonização do Congo.